# Harapois
Harapois är en ö i Finland. Den ligger i Norra kvarken och i kommunen Korsholm i den ekonomiska regionen  Vasa i landskapet Österbotten, i den västra delen av landet. Ön ligger omkring 24 kilometer norr om Vasa och omkring 390 kilometer norr om Helsingfors.
Öns area är 1,45 kvadratkilometer och dess största längd är 2 kilometer i sydöst-nordvästlig riktning. Ön höjer sig omkring 10 meter över havsytan.